# Kemijska fakulteta v Moskvi
Kemijska fakulteta v Moskvi (rusko Химический факультет МГУ) je javna fakulteta, ki ponuja študij kemije in deluje v sklopu Moskovske državne univerze; ustanovljena je bila leta 1755.